# Uehara Yūsaku
Uehara Yūsaku est un nom japonais traditionnel ; le nom de famille (ou le nom d'école), Uehara, précède donc le prénom (ou le nom d'artiste).
Le vicomte Uehara Yūsaku (上原 勇作) (6 décembre 1856 - 8 novembre 1933) est un maréchal de l'armée impériale japonaise qui joua un rôle important dans la « crise politique Taishō » de 1912.

## Biographie

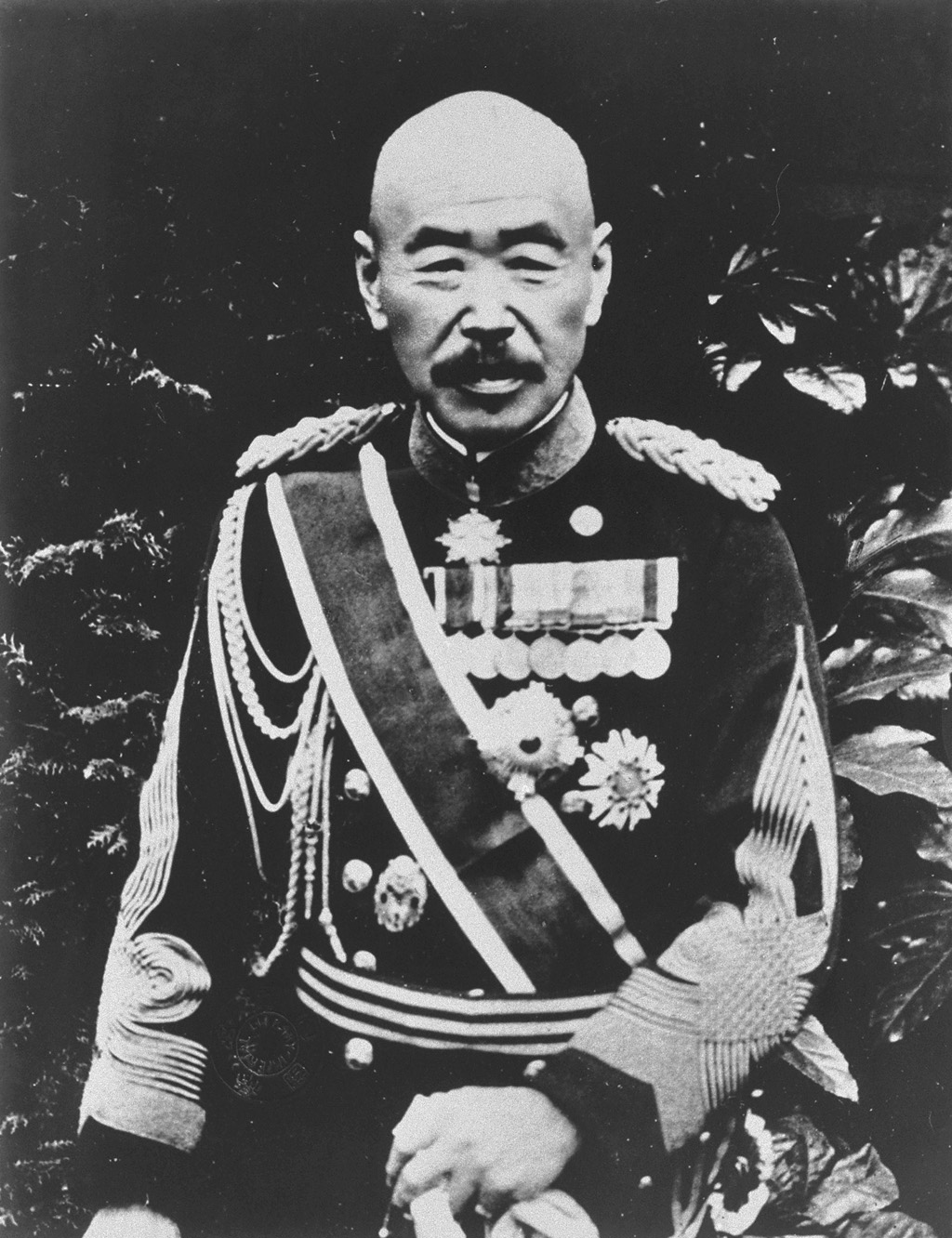
Uehara Yūsaku

Né à Miyakonojō dans la province de Hyūga (actuelle préfecture de Miyazaki), Uehara est le fils d'un samouraï du domaine de Satsuma. Il sort diplômé de l'académie de l'armée impériale japonaise en 1879 avec Akiyama Yoshifuru pour camarade. Promu lieutenant en septembre 1882, Uehara est envoyé en France pour étudier les techniques militaires modernes de 1881 à 1885. Il est promu capitaine en juin 1885, major en mai 1890, lieutenant-colonel en septembre 1892, et colonel en octobre 1897. Promu major-général en juillet 1900, il combat durant la guerre russo-japonaise comme officier d'État-major dans la 4e armée japonaise commandée par son beau-père, le général Nozu Michitsura. Il est promu lieutenant-général en juillet 1906 et reçoit le titre de baron en septembre de l'année suivante.
En décembre 1912, Uehara est nommé ministre de la Guerre dans le second gouvernement du Premier ministre Saionji Kinmochi. En raison de la politique d'austérité budgétaire menée par le gouvernement, une querelle éclate avec l'armée qui réclame deux divisions d'infanterie supplémentaires. Lorsqu'Uehara démissionne de son poste pour protester contre le refus de financement, les autres ministres du gouvernement démissionnent en masse car l'armée refuse de nommer un successeur, précipitant la chute du gouvernement de Saionji. Cet événement est appelé la « crise politique Taishō ».
De mars à juin 1913, Uehara est commandant-en-chef de la 3e division. En février 1915, Uehara est promu général et devient chef de l'État-major de l'armée impériale japonaise, restant à ce poste plus longtemps qu'aucune autre personne avant et après lui (sauf exception d'un membre de la famille impériale japonaise). À ce poste, Uehara (avec Tanaka Giichi) autorise l'intervention en Sibérie pour soutenir les Russes blancs contre l'Armée rouge bolcheviste durant la guerre civile russe.
Uehara reçoit le grade de maréchal en avril 1921 et le titre de vicomte (shishaku) selon le système de noblesse kazoku, la même année.
Plus tard, Uehara devient inspecteur général de l'entraînement militaire, l'un des trois plus prestigieux postes de l'armée. Il est également le fondateur du corps d'ingénieurs de l'armée impériale japonaise.
Uehara meurt en 1933.